# 衞生署控煙酒辦公室

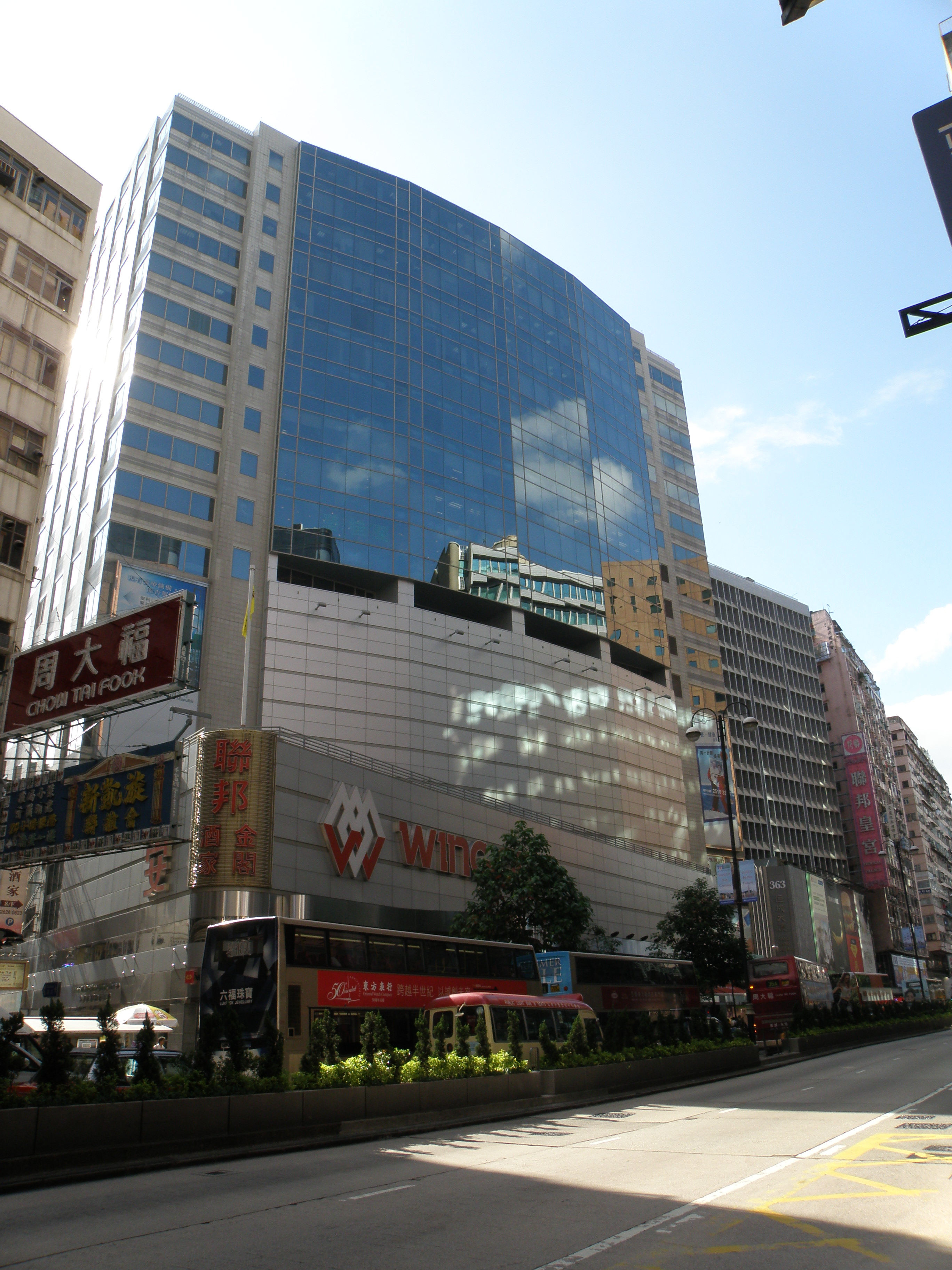
衞生署控煙酒辦公室位處的油麻地永安九龍中心

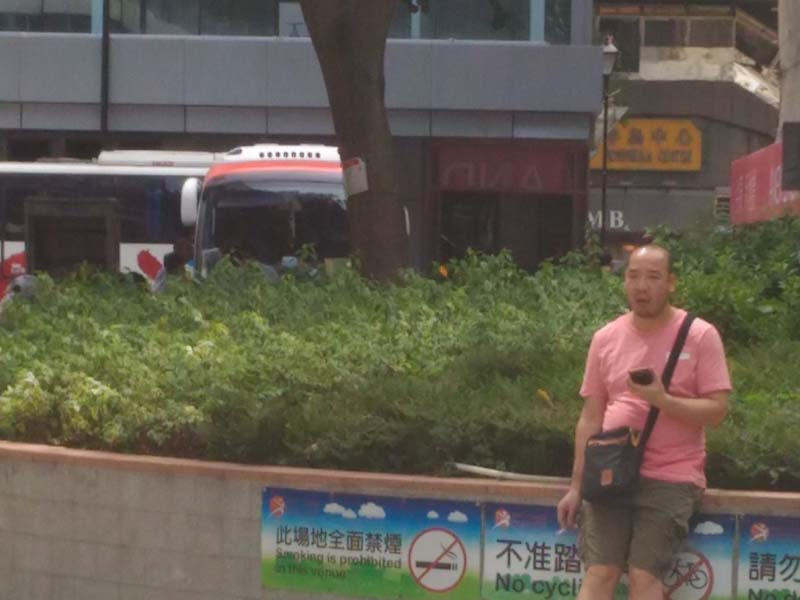
「此場地全面禁烟」宣傳海報讓市民容易識辨禁止吸煙區範圍

衞生署控煙酒辦公室（簡稱控煙酒辦）於2001年2月26日成立（前稱衞生署控煙辦公室）），是香港衞生署轄下的部門，負責推廣無煙文化、執行控煙及控酒法例、提供戒煙服務等。
現時於衞生署控煙酒辦公室工作之全職公務員編制為140人，即平均每分區不足8人。從2008年至2016年官方統計顯示，該部門每年平均檢控約7千至8千名香港市民。

## 歷史
2006年香港立法會通過大幅擴大禁煙範圍，在餐廳、酒吧、公園、扶手電梯以至室內公共地方等，均會作不同程度的禁煙。但由於法例規定多個室內處所包括在不同程度的禁煙範圍內，以至事實上，香港室外地方，例如街道行人路面以及不禁煙的休憩場所，吸煙情況幾乎經常隨處可見。
2009年開始，政府對違例吸煙人士徵收港幣1,500元定額罰款。為了使執行控煙法例程序順利進行，警方的有組織罪案及三合會調查科有時會協助控煙人員執法。
除了違例吸煙以外，沒有把煙蒂丟在指定的煙灰缸，也會被罰款港幣1,500元，但這個法例由食物環境衛生署執行，衛生署控煙酒辦公室並沒有管轄權力。事實上，香港街道行人路面，隨地亂拋的煙蒂幾乎經常隨地可見。
2018年《應課稅品（修訂）條例》通過，於2018年11月30日實施，新法例禁止以任何形式，包括當面或遙距（如網店），亦不論是否涉及付款，向18歲以下人士售賣或供應令人醺醉、酒精含量多於1.2%的酒類，違例者可被罰款5萬港元。同時衞生署控煙辦公室亦改名為衞生署控煙酒辦公室。
2021年，《2021年吸煙（公眾衞生）（修訂）條例》獲立法會通過。該例訂明，自2022年4月30日起，任何人均不能販售、進口、製造、宣傳或為商業目的而管有電子煙或加熱煙等新興煙草產品。

## 職責
- 執行法例（綱領1法定職責）
  - 巡查法定禁止吸煙區，確保沒有人在禁止吸煙區內違例吸煙或攜帶燃着的香煙、雪茄及煙斗（煙斗包括水煙壺及電子煙），檢控違例人士
  - 審閱刊物，以確保沒有煙草廣告
  - 巡查煙草零售商，以確保沒有違例煙草廣告及不恰當的煙草健康忠告與標誌，防止出售煙草產品予18歲以下人士或派發煙草產品予任何人士，禁止以自動售賣機出售煙草產品
  - 檢閱互聯網上香港網站，確保沒有煙草廣告
  - 收集公眾意見，協助檢討控煙／控酒條例及政策
  - 禁止售賣焦油量超過17毫克的香煙
  - 禁止進口、推廣、製造、售賣或為商業目的而管有另類吸煙產品，包括電子煙、加熱煙產品及草本煙（將於2022年4月30日起生效）
  - 執行《2018年應課稅品（修訂）條例》，以禁止任何人為營商目的，售賣或供應令人醺醉（即酒精含量超過1.2%）的酒精飲品予18歲以下人士，禁止以自動售賣機出售令人醺醉的酒精飲品
- 健康教育（綱領3促進健康）
  - 到各公眾場所教育並協助負責人及員工遵守和執行（第371章）《吸煙(公眾衞生)條例》
  - 舉辦公眾健康教育活動，推廣無煙文化
  - 資助香港吸煙與健康委員會宣傳無煙文化
- 戒煙服務（綱領2預防疾病）
  - 衞生署轄下的戒煙服務，運作綜合戒煙熱線及網上互動戒煙中心
  - 資助東華三院及博愛醫院的戒煙服務
  - 協調各戒煙機構及團體，提供轉介及跟進服務
  - 向醫護人員提供專業培訓課程

### 執法及訓練人員編制
- 公務員編制[6]

| 職位             | 職級               | 人數 |
| ---------------- | ------------------ | ---- |
| 控煙酒辦公室主任 | 顧問醫生           | 1名  |
| 高級醫生         | 高級醫生           | 2名  |
| 醫生             | 醫生               | 2名  |
| 土地測量師       | 土地測量師         | 1名  |
| 總控煙酒督察     | 高級行政主任       | 2名  |
| 總督察           | 總督察（警務人員） | 1名  |
| 高級控煙酒督察   | 一級行政主任       | 6名  |
| 高級控煙酒督察   | 二級行政主任       | 2名  |
| 高級控煙酒督察   | 巡察員             | 10名 |
| 控煙酒督察       | 高級管工           | 23名 |
| 助理控煙酒督察   | 管工               | 60名 |
| 警長             | 警長（警務人員）   | 4名  |

- 非公務員合約員工編制[7]

| 職位           | 人數 | 備註                                                       |
| -------------- | ---- | ---------------------------------------------------------- |
| 兼職控煙酒督察 | 不定 | 大多數為香港警務處、香港海關或者入境事務處退休紀律部隊人員 |
| 助理控煙酒督察 | 不定 | 填補公務員（管工）空缺，不超過一年合約                     |

- 曾經存在職位

| 職位               | 人數 | 備註                                           |
| ------------------ | ---- | ---------------------------------------------- |
| 警司（警務人員）   | 1名  | 由於縮減訓練人員編制，後來由低一級的總督察擔任 |
| 一級助理控煙酒督察 | 17名 | 重新投考公務員為高級管工或巡察員               |
| 二級助理控煙酒督察 | 39名 | 重新投考公務員為管工                           |

### 制服
由於2008年在屯門公園曾出現數次有人假冒控煙督察向違例吸煙人士騙取罰款，為加強市民對控煙酒督察的認識，控煙酒辦公室在不同的禁止吸煙區設置1：1身穿制服的「紙板控煙酒督察」，讓市民容易識辨控煙酒督察及禁止吸煙區範圍。

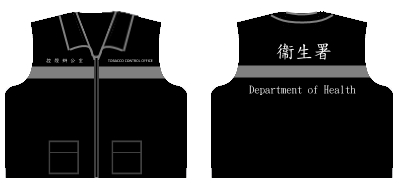
控煙督察無袖外套制服（已於2018年11月更換新制服）

各級控煙酒督察於進行檢控行動時必需穿着制服和配帶證件。現時制服包括黑色無袖外套和黑色長袖防水外套。制服正面左胸繡有「TOBACCO AND ALCOHOL CONTROL OFFICE」白色字樣，正面右胸繡有「控煙酒辦公室」白色字樣，背部繡有「衞生署」和「Department of Health」白色字樣。
另外，由於控煙酒督察亦會在公共運輸設施（例如巴士總站）及公共交通工具（例如巴士、小巴及的士等）的道路範圍進行控煙巡查工作，為符合個人防護設備於職業安全方面的規定，制服正面和背面均縫上一條銀色反光條。

## 控煙條例

### 《吸煙(公眾衞生)條例》（第371章）
（第371章）《吸煙(公眾衞生)條例》於1982年制定，為香港最主要的控煙法例，旨在禁止在某些區域吸煙及就煙草產品的包裝、售賣及推廣等方面作出限制和規管。根據法例的第7(1)條，在禁止吸煙區內違例吸煙或攜帶燃着的香煙、雪茄及煙斗（煙斗包括水煙壺及電子煙）一經循簡易程序定罪，可處最高罰款5,000港元。
- 禁止吸煙的公共運輸設施

根據法例的第3(1AB)條，衞生署署長可藉刊登於《憲報》的公告指明以下地方的全部或部分為禁止吸煙區—(a) 由2類或以上的公共運輸工具的總站所組成，並用以達成及便利轉換該類運輸工具的區域；或(b) 多於一條的《公共巴士服務條例》(第230章)第2條所界定的指明路綫的任何巴士總站。
現時全港已實施禁煙的公共運輸交滙處可分為以下三類：
| 類別                       |
| -------------------------- |
| 室內公共運輸交滙處         |
| 有上蓋建築物的公共運輸設施 |
| 露天公共運輸設施           |

- 指定禁止吸煙區

根據法例的附表2，指定禁止吸煙區節錄如下:
| 項目 | 區域類別 |
| ---- | --- |
| 1    | 任何電影院、劇院或音樂廳。 |
| 2    | 任何公共升降機。 |
| 3    | 任何自動梯。 |
| 4    | 任何遊戲機中心。 |
| 5    | 任何幼兒中心。 |
| 6    | 任何學校。 |
| 7    | 任何指明教育機構。 |
| 8    | 任何核准院舍。 |
| 9    | 任何拘留地方。 |
| 10   | 任何收容所。 |
| 11   | 任何感化院。 |
| 12   | 任何醫院。 |
| 13   | 任何留產院。 |
| 14   | 任何公眾遊樂場地(泳灘除外)。 |
| 15   | 在任何泳灘內的以下範圍— (a) 純為供游泳人士之用的水域的任何部分(包括浮台及任何其他在該等水域的水面上、或該等水域上的東西)； (b) 有沙或石頭覆蓋的海岸，以及在該等海岸上的任何構築物、淋浴設施或自然事物；及 (c) 指明用作燒烤場、營地或兒童遊樂場的區域。                               |
| 16   | 在任何公眾泳池內的以下區域— (a) 任何泳池； (b) 任何緊靠泳池的行人通道； (c) 任何跳水板或其他毗連泳池的器具或設施；及 (d) 任何觀眾看台。 |
| 17   | 在任何體育場內的以下區域— (a) 任何球場； (b) 任何跑道； (c) 任何緊靠球場或跑道的行人通道；及 (d) 任何觀眾看台。 |
| 18   | 香港濕地公園。 |
| 19   | 在以下地方內的室內區域— (a) 任何店舖、百貨公司或購物商場； (b) 任何街市； (c) 任何超級市場； (d) 任何銀行； (e) 任何食肆處所； (f) 任何酒吧； (g) 任何卡拉OK場所； (h) 任何麻將天九耍樂處所； (i) 任何浴室； (j) 任何按摩院； (k) 任何院舍； (l) 任何治療中心；或 (m) 任何共用宿舍。 |
| 20   | 在工作地方或公眾地方內的室內區域。 |

- 香港法例第371章《吸煙(公眾衞生)條例》內的「室內」定義

根據終審法院對上訴案件FAMC68/2009作出的判決，「室內」指有天花板或上蓋的，或有充當（不論是暫時性或永久性）天花板或上蓋的封蓋的；及除有任何窗戶或門戶，或任何充當窗戶或門戶的可關閉的開啟口外，圍封程度（不論是暫時性或永久性）至少達各邊總面積的50%的地方。
- 禁止吸煙的公共交通工具

根據法例的附表1，禁止吸煙的公共交通工具節錄如下:
| 項目 | 區域類別 |
| ---- | --- |
| 1    | 根據專營權經營的公共巴士。 |
| 2    | 根據客運營業證經營的公共巴士，包括－ (a) 旅遊服務； (b) 國際客運服務； (c) 酒店服務； (d) 學生服務； (e) 僱員服務； (f) 住客服務； (g) 多種運輸服務；或 (h) 經運輸署署長批准的任何其他服務(合約包租專用除外)。 |
| 3    | 公共小巴(合約包租專用除外)。 |
| 4    | 的士(合約包租專用除外)。 |
| 5    | 香港鐵路的地下鐵路上運作的列車。 |
| 6    | 香港鐵路經營權有效期以外的九廣鐵路上運作的列車。 |
| 6A   | 香港鐵路經營權有效期以內的九廣鐵路上運作的列車。 |
| 7    | 香港鐵路經營權有效期以外的西北鐵路上運作的輕便鐵路車輛。 |
| 7A   | 香港鐵路經營權有效期以內的西北鐵路上運作的輕便鐵路車輛。 |
| 8    | 電車軌道上行駛的電車(合約包租專用除外)。 |
| 9    | 纜車軌道上行駛的纜車。 |
| 10   | 根據專營權或牌照而經營的渡輪。 |

### 《定額罰款(吸煙罪行)條例》（第600章）
定額罰款制度於2009年9月1日生效，透過此項簡化檢控程序，執法人員可以即場發出定額罰款通知書予被檢控的違例者而無需要以傳票方式檢控，能夠節省法院處理時間。條例同時授權控煙酒督察和警務人員以外的康樂及文化事務署、食物環境衞生署及房屋署的指定人員，在他們所管轄的場地向違例者發出定額罰款通知書。
在禁止吸煙區內違例吸煙或攜帶燃着的香煙、雪茄及煙斗（煙斗包括水煙壺及電子煙）的定額罰款通知書，定額罰款1,500港元。違例者自定額罰款通知書的發出日期起計的21天內，藉着繳付該罪行的定額罰款，解除他可能因犯該罪行而被定罪的法律責任，否則將面對更高罰款。

## 健康教育及戒煙服務
為了向大眾推廣無煙文化，衞生署控煙酒辦公室透過健康推廣活動集中於控煙法例推廣、戒煙服務及減少二手煙，並且資助香港吸煙與健康委員會宣傳無煙文化。與此同時，運作綜合戒煙熱線及網上互動戒煙中心，提供戒煙輔導，資助東華三院及博愛醫院的戒煙服務，協調各戒煙機構及團體，提供轉介及跟進服務。向醫護人員提供專業培訓課程，加強技巧協助吸煙者戒煙。

### 健康教育及戒煙服務人員編制
- 公務員編制[6]

| 職位             | 職級         | 人數 |
| ---------------- | ------------ | ---- |
| 高級醫生         | 高級醫生     | 1名  |
| 醫生             | 醫生         | 1名  |
| 科學主任（醫務） | 科學主任     | 1名  |
| 護士長           | 護士長       | 1名  |
| 註冊護士         | 註冊護士     | 2名  |
| 二級院務主任     | 二級院務主任 | 4名  |

- 非公務員合約員工編制[7]

| 職位     | 人數 | 備註     |
| -------- | ---- | -------- |
| 合約護士 | 不定 | 註冊護士 |
| 合約經理 | 1名  |          |

### 公眾教育
衛生署控煙酒辦公室在各社區層面進行不同形式的健康推廣及教育活動。
- 向場所負責人解釋法例

控煙酒督察巡察煙草零售商和各禁止吸煙區有否遵守《吸煙(公眾衞生)條例》，向場所負責人解釋法例要求和零售限制，提供禁煙標誌予場所負責人。
- 戶外巡迴展覽

無煙大使到訪室內公眾場所及公共運輸設施，向市民提供健康教育。另外，舉辦反吸煙巡迴展覽和推廣二手煙和三手煙的危害。
- 學校推廣

以外展方式向學校以講座形式作健康教育予學生以推廣無煙文化。
- 保安員禁煙法例講座

為提高現職或即將任職的保安員對《吸煙(公眾衞生)條例》的認識，及協助管理人如何處理違例吸煙者；辦公室特別為他們提供禁煙法例講座，協助他們更有效地執行有關法例，以保持禁煙區內良好的無煙環境。
由二零零三年二月開始，控煙酒主任分別到不同機構舉行保安員禁煙法例講座；透過不同形式的內容講解，讓管理人和保安員更了解法例的要求及法例所賦予他們的權力。
- 戒煙培訓課程

向醫護人員提供專業培訓課程，進一步加強技巧協助吸煙人士戒煙。
- 控煙資源中心

控煙資源中心成立的目的是為市民大眾提供全面的控煙資訊，加強市民對煙害及有關法例的認識。

### 世衞控煙及煙癮治療合作中心

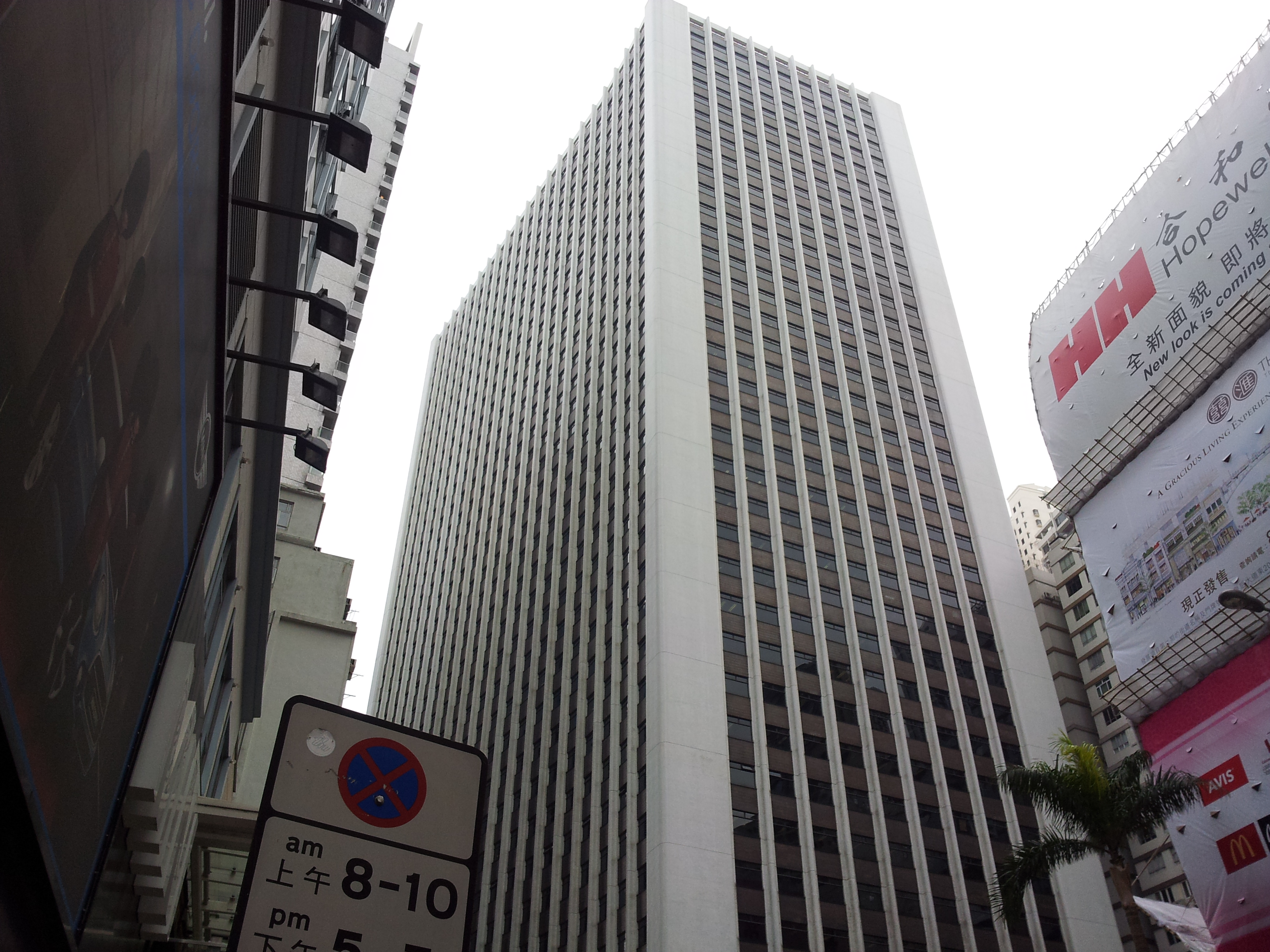
世衞控煙及煙癮治療合作中心位處的胡忠大廈

世衞控煙及煙癮治療合作中心位於灣仔皇后大道東213號胡忠大廈10樓1030室，其開放時間為：星期一：上午9時至下午1時、下午2時至6時；星期二至五：上午9時至下午1時、下午2時至5時45分；星期六、日及公眾假期休息。
世衞控煙及煙癮治療合作中心內收藏了不同類型有關控煙的參考資料，當中包括各類中英文書籍、醫學期刊、文章、研究報告及視聽資料等，歡迎市民查閱。另外，中心備有多種小冊子和單張供大眾索取。此外，中心亦會定期用作舉辦講座及訓練場地。
收藏資料包括：逾400本中、英文書籍及刊物；儀器及模型；二手煙焦油含量示範模型；一氧化碳測量器；可吸入懸浮粒子量度儀；醫學期刊；研究報告；文章及法例文件；剪報；聲音及視像資料；各類小冊子及海報等（除小冊子及海報外，所有收藏物品只供在中心內參考閱覽，不設外借。）

## 外部連結
- 香港特別行政區政府 衞生署控煙酒辦公室 （页面存档备份，存于）
- 衞生署控煙酒辦公室—戒煙專題網站 （页面存档备份，存于）
- 香港吸煙與健康委員會(COSH)